# 龙江镇 (汉中市)
龙江镇是中国陕西省汉中市汉台区下辖的一个镇。

## 行政区划
龙江镇下辖以下行政区：
龙江村、柏花村、刘台村、黄营村、梧凤村、龙台村、王坟村、张山村、竹林村、桂花村、西郑营村、谭堰村、张码头村、周营村、唐营村、孤山村、新营村、张营村